# 松井猛
松井 猛（まつい たけし）は、元プロ野球選手。ポジションは外野手。

## 来歴・人物
興國商業高等学校では、左翼手として1957年春の選抜に出場。2回戦（初戦）で淡河弘、松本俊一らのいた久留米商に9回裏サヨナラ負け。夏の府大会で活躍すると家計も厳しかったため中退して1958年に大毎オリオンズに入団。しかし出場機会はなく結婚を熱望したこともあって、1959年限りで退団する。
その後は社会人野球の日本軽金属に入ると大昭和製紙の補強選手として都市対抗野球に出場。その後は妻の出身地である北海道へ移り、電電北海道で活躍した。引退後は定年まで社業に従事した。
1965年の第1回プロ野球ドラフト会議で中日ドラゴンズからドラフト10位で指名されるが、大毎時代に結果を残せなかったことと、妻の出身地の北海道に生活拠点を移していた当時の生活事情を考慮して入団に消極的だったため、中日球団も交渉権を放棄し、電電北海道に残留した。
こうした経緯から、プロ野球引退後にドラフト会議で指名された唯一の元プロ野球（NPB）選手となった（1999年に社会人野球が元NPB選手の受け入れを再開して以降の制度では、NPB復帰時にドラフトにかける必要がないため）。

## 詳細情報

### 年度別打撃成績
- 一軍公式戦出場なし

### 背番号
- 43 （1958年 - 1959年）